# Musica aneddotica
Musica aneddotica, o composizione aneddotica, è un genere di musica elettroacustica  che utilizza suoni registrati più per il loro aspetto "aneddotico" o narrativo che per il loro potenziale astratto. La musica aneddotica trae le sue origini da alcune composizioni di musica concreta di Pierre Schaeffer; ciò malgrado, la prima composizione ad essere chiamata così correntemente è "Hetérozygote" di Luc Ferrari.